# جوني روفو
جوني روفو (بالإنجليزية: Johnny Ruffo)‏ (و. 1988  م) هو مغني، وراقص، وكاتب أغاني، ومغن مؤلف أسترالي، يستخدم آلات قيثارة، بدأ مشواره المهني سنة 2011.

## وصلات خارجية
- جوني روفو على موقع IMDb (الإنجليزية)
- جوني روفو على موقع ميوزك برينز (الإنجليزية)
- جوني روفو على موقع ديسكوغز (الإنجليزية)
- جوني روفو على موقع قاعدة بيانات الفيلم (الإنجليزية)
- جوني روفو على موقع كينوبويسك (الروسية)
- جوني روفو في قاعدة بيانات الأفلام على الإنترنت